# Cicurina reddelli
Cicurina reddelli är en spindelart som beskrevs av Willis J. Gertsch 1992. Cicurina reddelli ingår i släktet Cicurina och familjen kardarspindlar. Inga underarter finns listade i Catalogue of Life.